# کریگ برین
کریگ برین (زاده ۲ فوریه ۱۹۹۰ – درگذشته ۱۳ آوریل ۲۰۲۳) یک راننده رالی اهل ایرلند بود که آخرین بار برای تیم هیوندای در مسابقات رالی قهرمانی جهان (WRC) پاره وقت شرکت کرد. او برنده مسابقات سوپر ۲۰۰۰ رالی  سال ۲۰۱۲ شد و در رالی مونت کارلو، رالی ولز، رالی فرانسه و رالی اسپانیا به برد رسید. برین در سال ۲۰۱۱ قهرمان جام آکادمی رالی جهان شد، برین اولین برد خود را در کاپ آکادمی رالی در رالی آلمان ۲۰۱۱ برد و قهرمانی را با پیروزی در رالی ولز به پایان رساند. 

## مرگ
کریگ برین در ۱۳ آوریل ۲۰۲۳ در سن ۳۳ سالگی پس از تصادف رانندگی با ماشین رالی هیوندای ای۲۰ رالی۱ خود در تست برای رالی کرواسی ۲۰۲۳ جان باخت.
در ساعت ۱۲:۴۰ دقیق بعد از ظهر به وقت محلی، جلوی سمت چپ خودروی وی در جاده ای بین استاری گولوبووچ و لوبور کرواسی با تیربرق برخورد کرد که منجر به مجروح شدن وی شد. جیمز فولتون ، کمک راننده برین، آسیبی ندید.  تشییع جنازه برین در 18 آوریل 2023 در کلیسای قلب مقدس در Ferrybank برگزار شد.  چندین نفر از خانواده رالی جهانی در مراسم تشییع جنازه وی شرکت کردند، از جمله فولتون، کمک راننده سابق برین، پل ناگل و هم تیمی های برین در هیوندای، تیری نوویل و دنی سوردو.  